# Bão Ike

## Đường đi của bão
Ike là cơn bão nhiệt đới thứ chín, cơn bão mạnh số năm, bão lớn thứ ba và bão cấp bốn thứ hai trong mùa bão Đại Tây Dương năm 2008. Hình thành vào sáng ngày 1 tháng 9 năm 2008 từ một vùng nhiễu động ở Trung tâm Đại Tây Dương, nó bắt đầu di chuyển chậm về phía Nam Cabo Verde và mạnh dần lên thành áp thấp nhiệt đới rồi bão nhiệt đới và được đặt tên là Ike. Đến ngày 3 tháng 9 năm 2008 thì mắt bão đã hiện lên rất rõ đi vào vùng nước ấm và mạnh lên cấp 3, cấp 4 với áp suất dưới 930 mbar hPa và trở thành cơn bão mạnh nhất Bắc Đại Tây Dương năm 2008 trong năm 2008. Ike di chuyển và đổi hướng từ Tây Bắc thành Tây Nam và suy yếu dần đến cấp 2 và đột ngột trở lại cấp độ 4 với áp suất dưới 940 mbar [hPa]khi đến gần Haiti. Số người thiệt mạng vì bão Ike đã lên đến 120 người. Ngày 9 tháng 9 năm 2008, sau khi quét qua Cuba, Ike đã giảm sức gió xuống chỉ còn cấp 1 và tiến về vùng vịnh Mexico. Hấp thụ năng lượng từ vùng nước còn ấm của vịnh Mexico nên Ike đã mạnh trở lại cấp 3 (với sức gió khoảng 205 km/h) đổ bộ vào bang Texas của Hoa Kỳ và suy yếu còn cấp 1 và bão nhiệt đới 4 giờ sau đó tiêu tan dần.Tổng thiệt hại là 31,5 tỉ đôla đứng thứ 3 sau cơn bão Katrina (2005)81,2 tỉ đôla và cơn bão Andrew (1992)40,7 tỉ đôla